# 曲啸
曲啸（1932年12月—2003年），辽宁大连人。第六届全国人大代表，营口市第六届政协常委。

## 生平
毕业于东北师范大学教育系。1957年划为右派。1979年平反。1983年3月2日，《辽宁日报》发表报告文学《牧马人新传》，报道曲啸事迹。1985年中共辽宁省委作出向曲啸学习的决定。后曲啸应邀到北京、山西等地作讲演，先后270多场，听众40多万。2003年去世。

## 著作
《犯罪心理学》、《违法青少年心理分析》。